# Giambattista Lolli
Giambattista Lolli (Nonantola, 1698 - 4 de junio de 1769) fue un jugador de ajedrez italiano de la Escuela de Modena conocido por ser uno de los teóricos de ajedrez más importantes de su tiempo. Él es famoso por su libro Osservazioni teorico-pratiche sopra il giuoco degli scacchi (en español: Observaciones teórico prácticas sobre el juego del ajedrez) publicado 1763 en Bolonia. Fue uno de los Grandes Maestros (Modenese Masters).